# 480 v. Chr.
Portal Geschichte | Portal Biografien | Aktuelle Ereignisse | Jahreskalender | Tagesartikel

◄ |
6. Jahrhundert v. Chr. |
5. Jahrhundert v. Chr. |
4. Jahrhundert v. Chr. |
►

◄ | 500er v. Chr. | 490er v. Chr. | 480er v. Chr. | 470er v. Chr. |
460er v. Chr. |
►

◄◄ | ◄ | 483 v. Chr. | 482 v. Chr. | 481 v. Chr. | 480 v. Chr. |
479 v. Chr. |
478 v. Chr. |
477 v. Chr. |
► |
►►
Im Jahr 480 v. Chr. kommt es zu einem weiteren großangelegten Angriff des Perserreichs unter Großkönig Xerxes I. In der Schlacht bei den Thermopylen kommen alle verteidigenden Spartaner unter König Leonidas I. ums Leben. Anschließend wird Athen erobert und seine Heiligtümer geplündert. Im Frühherbst feiern die Griechen unter Themistokles allerdings einen entscheidenden Sieg in der Seeschlacht von Salamis.

## Ereignisse

### Politik und Weltgeschehen

#### Perserkriege
Athen verkündet auf Grund des drohenden Angriffs durch das Perserreich eine allgemeine Amnestie. Unter anderem können die durch Scherbengericht verbannten Xanthippos und Aristeides in ihre Heimatstadt zurückkehren.

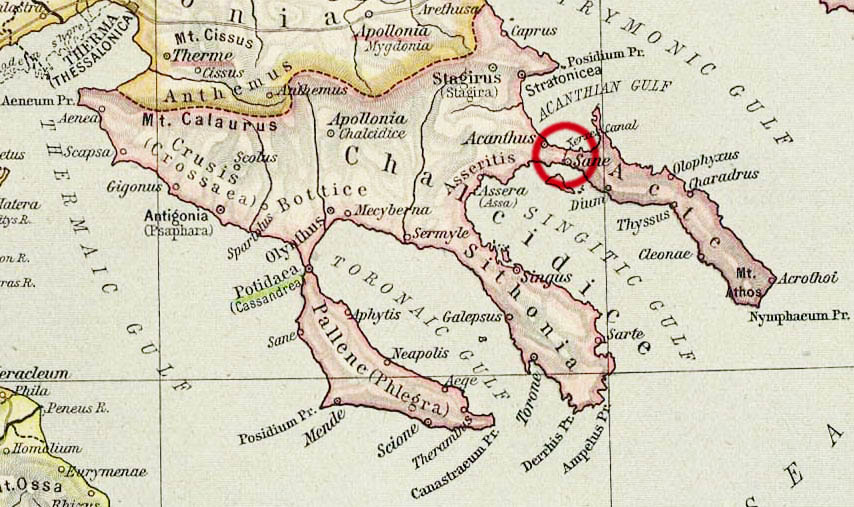
Antike Chalkidiki (Xerxeskanal hervorgehoben)

Der Xerxes-Kanal auf der Halbinsel Chalkidiki wird nach dreijähriger Bauzeit unter dem persischen Ingenieur Bubares fertiggestellt.
Das Achämenidenreich beginnt unter Xerxes I. einen großangelegten Angriff mit einem Landheer und einer Flotte auf Griechenland. Er lässt zu diesem Zweck bei Abydos an der engsten Stelle der Dardanellen zwei Schiffbrücken über den Hellespont errichten. Als diese unmittelbar nach der Fertigstellung durch einen Sturm zerstört werden, lässt Xerxes der Überlieferung nach das Meer auspeitschen und neuerlich zwei Brücken errichten. Deren Überquerung durch das persische Heer dauert sieben Tage.

Schlacht bei den Thermopylen und ihre Folgen

Griechische Einheiten können im August die Perser unter Abrokomas tagelang an den Thermopylen aufhalten und fügen ihnen schwere Verluste zu. Erst durch den Verrat des Ephialtes von Trachis gelingt es der persischen Armee um den 11. August, den Pass zu umgehen und die Griechen einzukesseln. Eine kleine spartanische etwa 1000-köpfige Einheit um König Leonidas I., die von Thespiern und Thebern unterstützt wird, deckt den Rückzug der übrigen Truppen und wird in der Schlacht bei den Thermopylen völlig aufgerieben. Xerxes’ Aufforderung an die Griechen, die Waffen abzugeben und dafür verschont zu werden, soll Leonidas zuvor mit den Worten Molon labe (Komm und hol sie dir) beantwortet haben.
Pleistarchos folgt seinem Vater Leonidas nach dessen Tod bei den Thermopylen als König von Sparta aus dem Haus der Agiaden. Da er zu diesem Zeitpunkt noch ein Kind ist, übernimmt zunächst sein Onkel Kleombrotos die Regentschaft. Da Kleombrotos kurze Zeit später stirbt, wird sein Cousin Pausanias sein Vormund.

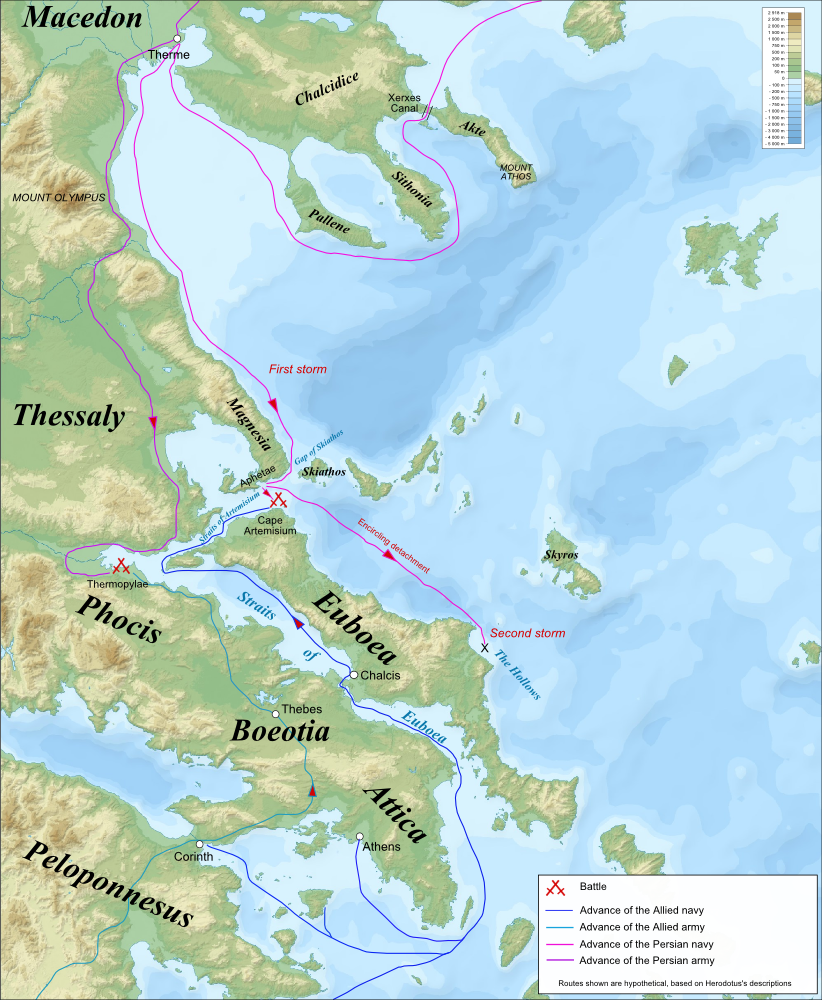
Orte der Schlachten bei Artemision und bei den Thermopylen

Die zeitgleich mit der Thermopylenschlacht stattfindende Schlacht bei Artemision endet unentschieden. Auf die Nachricht von der Niederlage bei den Thermopylen ziehen sich die Griechen zurück, woraufhin der Weg nach Zentralgriechenland für die Perser offen ist. Die Perser ziehen weiter nach Süden und erobern Delphi. Das Heiligtum wird verschont, um den Widerstand der Griechen nicht anzufachen. Theben stellt sich in der Folge offen auf die Seite der Perser.
Athen, dessen Bevölkerung auf die nahegelegene Insel Salamis evakuiert worden ist, wird erobert und seine Heiligtümer geplündert. Die Perser nehmen Rache für die Zerstörung ihrer eigenen Heiligtümer durch griechische Truppen während des Ionischen Aufstands. Vor allem die Tempel auf der Akropolis werden nun gezielt verwüstet oder völlig zerstört.
In der Schlacht von Salamis, der größten Seeschlacht in der Geschichte des Altertums, die vermutlich am 29. September stattfindet, feiert die athenische Flotte unter Themistokles einen entscheidenden Sieg über die Perser. Großkönig Xerxes I. zieht daraufhin sein Landheer zur Überwinterung nach Thessalien und die Flotte nach Samos zurück. Er selbst begibt sich zurück nach Persien. Die persischen Expansionsbestrebungen in Griechenland sind damit endgültig gescheitert. Athen steigt wegen seiner Flotte zur vorherrschenden Macht in Griechenland auf.
Der Großteil des persischen Landheeres verbleibt allerdings auf Xerxes’ Anordnung den Winter über in Thessalien und soll in der folgenden Feldzugsaison unter dem Oberbefehl des Mardonios die Unterwerfung ganz Griechenlands unter die Herrschaft des Großkönigs doch noch bewirken.

#### Sizilien
Der 483 v. Chr. vertriebene ehemalige Tyrann von Himera, Terillos, ruft gemeinsam mit seinem Schwiegersohn Anaxilas, dem Tyrannen von Rhegion und Messana, das Karthagische Reich zu Hilfe, um seine Herrschaft wiederzuerlangen. In der Schlacht bei Himera besiegen jedoch der neue Tyrann Gelon von Syrakus und Theron von Akragas als Anführer einer Allianz von griechisch-sizilianischen Stadtstaaten das von Hamilkar angeführte karthagische Heer, wobei Hamilkar getötet wird. Karthago muss daraufhin Entschädigungen zahlen und gibt für einige Zeit seine Ambitionen in Sizilien auf.

#### Römische Republik
Marcus Fabius Vibulanus aus dem Patriziergeschlecht der Fabier wird zum zweiten Mal Konsul der Römischen Republik.
Die ehemaligen Konsuln Titus Siccius Sabinus und Quintus Fabius Vibulanus führen einen weiteren Feldzug gegen die mit dem Etruskern verbündeten Veienter. Vibulanus kommt in der Schlacht ums Leben.

#### Kaiserreich China
Zwischen 481 und 475 v. Chr. erfolgt im Kaiserreich China der Zhou-Dynastie gemäß der Geschichtsschreibung ein langsamer Übergang von der Zeit der Frühlings- und Herbstannalen zur Zeit der Streitenden Reiche.

### Wissenschaft und Technik
- um 480 v. Chr.: Der karthagische Seefahrer Himilkon erforscht den Nordatlantik vermutlich bis Britannien.

### Kultur

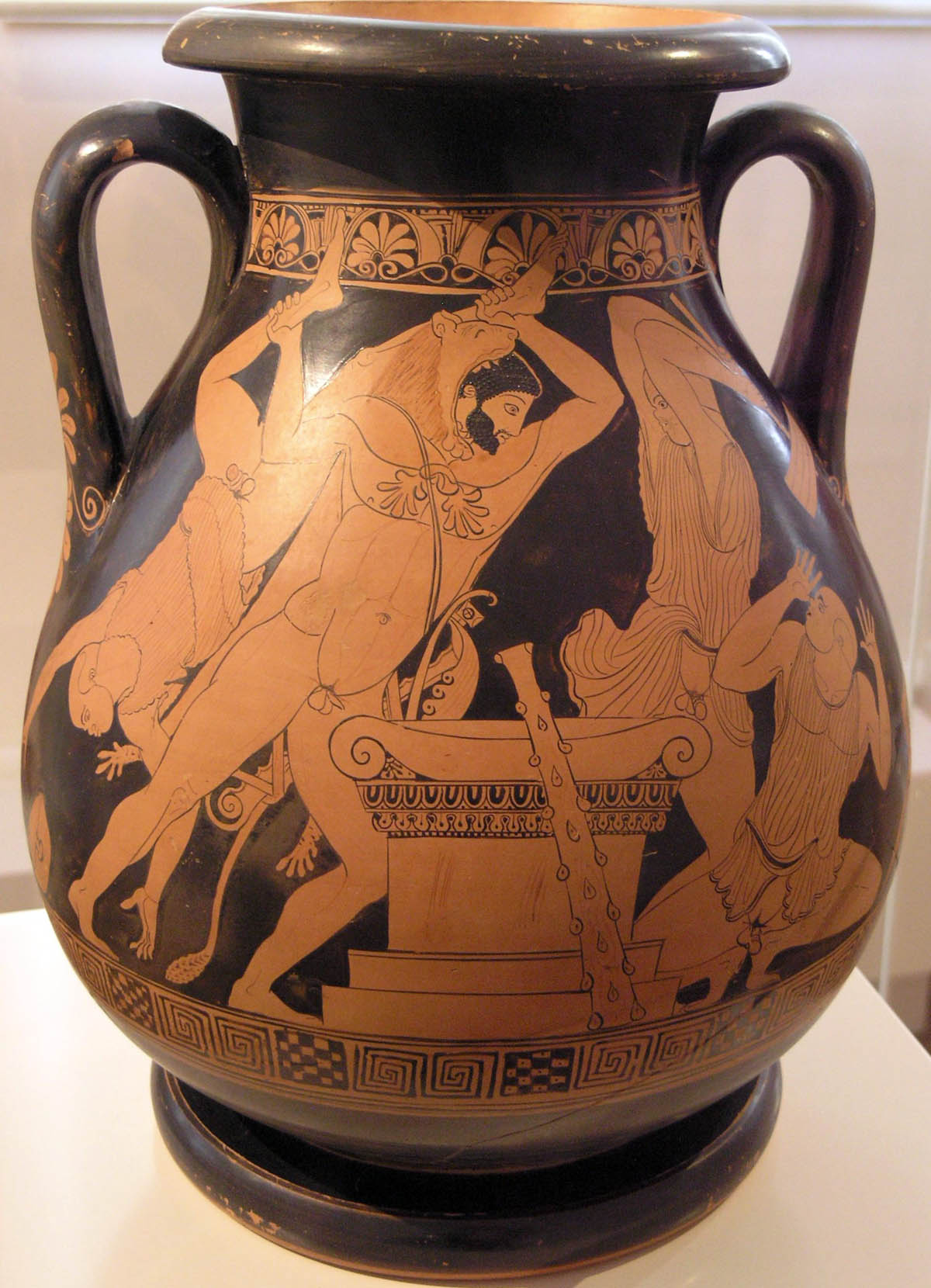
Herakles kämpft mit Busiris, Pelike, um 470 v. Chr.

- um 480 v. Chr.: Griechische Vasenmalerei: Erste Werke des Pan-Malers; der Brygos-Maler ist in Athen tätig.
- um 490/480 v. Chr.: In Griechenland kommt der Strenge Stil auf.

### Sport
- Astylos von Kroton gewinnt drei von vier Laufbewerben bei den 75. Olympischen Spielen.
- Theogenes gewinnt den Faustkampf bei den Olympischen Spielen gegen den Titelverteidiger Euthymos von Lokroi. Pausanias überliefert, Theogenes habe nur an dem Wettkampf teilgenommen, um Euthymos zu verletzen, und sei deshalb zu einer Geldstrafe verurteilt worden.

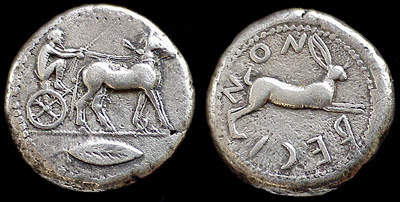
Tetradrachme von Anaxilas, wahrscheinlich zur Erinnerung an seinen Sieg bei den Olympischen Spielen im Rennen der Maultiergespanne

- Münzen, auf denen Anaxilas, der Tyrann von Rhegion und Messana, mit einem Maultiergespann abgebildet ist, geben einen Hinweis auf einen Sieg in dieser Disziplin bei den Olympischen Spielen.

## Geboren
- um 480 v. Chr.: Antiphon, griechischer Philosoph und Sophist
- um 480 v. Chr.: Polyklet, griechischer Bildhauer
- 480, 485 oder 484 v. Chr.: Euripides, griechischer Tragödiendichter aus Salamis († 406 v. Chr.)

## Gestorben
- August: Abrokomas und Hyperanthes, Söhne des persischen Großkönigs Dareios I., gefallen bei den Thermopylen

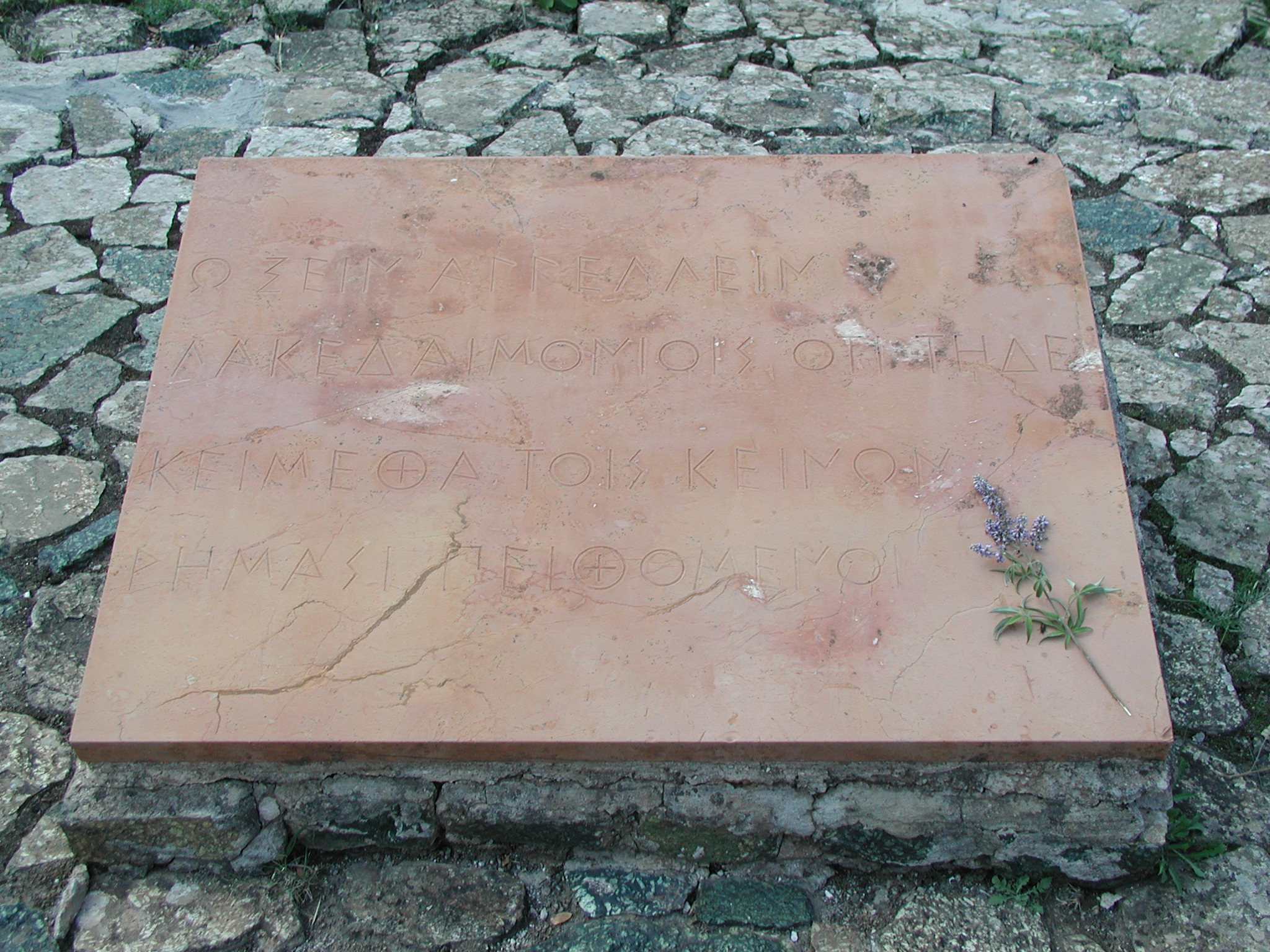
Moderne Gedenktafel an Leonidas: Wanderer, kommst Du nach Sparta, dann berichte, du hast uns hier liegen gesehen, so, wie das Gesetz es befahl

- August: Leonidas I., König von Sparta, gefallen bei den Thermopylen
- September: Ariamenes, Ariabignes und Arsames, Söhne des persischen Großkönigs Dareios I., gefallen bei Salamis
- nach dem 2. Oktober: Kleombrotos, spartanischer Heerführer

- Quintus Fabius Vibulanus, römischer Patrizier, Politiker und Heerführer